# Day by day (沢田知可子の曲)
「Day by day」（デイ・バイ・デイ）は、沢田知可子の15枚目のシングル。1995年（平成7年）3月10日にワーナーミュージック・ジャパンより発売された。

## 概要
- 所属レコード会社をワーナーミュージック・ジャパンに移籍後、初めて発売したシングル。
- 日本テレビ系「火曜サスペンス劇場」の14代目主題歌に採用された（1995年2月7日～1996年3月26日）。
- オリコン調べで、自身3番目の売上を記録。ヒットした[1] 。
- 結婚してから数年を経た、夫婦の絆や愛などを描写した楽曲。
- このシングルの約1ヶ月後に発売となった7thアルバム『Cocktails』には “アルバム・バージョン” を収録。

## 収録曲
- 両楽曲ともに、作詩／作曲：沢田知可子

1. Day by day （4分58秒）
編曲：小野沢篤／ストリングス・アレンジ：服部克久
2. 女ともだち （4分41秒）
編曲：小野沢篤／ストリングス・アレンジ：桑野聖
3. Day by day（original karaoke）

## 収録アルバム
- Day by day
  - 『Cocktails』
  - 『The Ballade』
  - 『ゴールデン☆ベスト 沢田知可子』

- 女ともだち
  - 『女ともだち』